# Fretka domácí
Fretka domácí (Mustela putorius furo) nebo jen fretka je šelma z čeledi lasicovitých. Fretka byla domestikována z tchoře tmavého (Mustela putorius), ačkoliv původně se vědci domnívali, že z tchoře stepního (Mustela eversmannii). Je to jediná plně ochočená kunovitá šelma (a spolu se psem a kočkou jedna ze tří domestikovaných šelem obecně). K její domestikaci došlo nejspíše před více než 2500 lety. Zdivočelé fretky se mohou křížit se svými blízkými příbuznými tchoři a tito hybridi mohou způsobovat ekologické problémy, například na Novém Zélandu představují hrozbu pro původní faunu. Fretky mají špatně vyvinutý zrak, který je kompenzován dobrým sluchem a také čichem. 

## Základní fyziologické údaje
- průměrný věk: 6 – 8 let, výjimečně déle
- váha samec/samice: 1,5 – 1,8 kg / 0,6 – 1 kg
- tělo a ocas samec/samice 42 – 46 cm + 16 – 18 cm / 28 – 36 cm + 14 – 15 cm
- pohlavní zralost: v 5 – 9 měsících života
- využití pro chov: do čtyř let
- období páření: březen – srpen
- Přední končetiny ma delší než zadní končetiny
- délka březosti: 42 dní
- velikost vrhu: 1 – 16 mláďat (váha 6–12 g)
- barva po narození: freťata se rodí holá
- mléčné zuby: 2. – 3. týden
- otevírání očí: 4. – 5. týden
- sluch: 4. – 5. týden
- doba kojení (odstav): 6 – 8 týdnů
- trvalý chrup: od 7. týdne
- tělesná teplota: 38 – 40 °C
- dech: 33 – 36 / min
- srdeční tep: 250 / min
- stárnout začíná: od 4. roku života
- zuby 34 (nahoře i dole na každé straně 3 řezáky, 1 špičák, 3 třenové, z nichž první má podobu trháku, nahoře pak po dvou, dole po jedné stoličce). Často se vyskytuje nadbytečný řezák.

## Chov
Původně byla využívána k chytání a vyhánění myší, králíků, škodlivých hlodavců z nor, k protahování lan dlouhým potrubím a v kožešnickém průmyslu. Dnes jsou fretky chovány jako laboratorní zvířata a stále více jako domácí mazlíčci. Mají milou a hravou povahu a silnou osobnost podobně jako kočky.